# Ippatsu Kanta-kun
Ippatsu Kanta-kun (jap. 一発貫太くん) ist eine Anime-Fernsehserie der Studios Tatsunoko Production und Topcraft aus den Jahren 1977 bis 1978. Die Sport-Komödie erzählt von einer um den Jungen Kanta und seine Geschwister gebildeten Baseball-Mannschaft. 

## Inhalt
Der Junge Kanta Tobase (戸馳貫太) würde liebend gerne Baseball spielen. Doch da sein Vater bei einem Unfall beim Baseball starb, verbietet seine Mutter ihm den Sport. Während seines Familienlebens mit Mutter, sieben Brüdern und Schwestern und dem Hund Jubeh versucht er, heimlich dennoch zu trainieren – oft morgens zusammen mit dem Hund. Kanta zeigt dabei Talent und wird gefragt, ob er nicht für einen Klub spielen will und ist beim ersten Einsatz auch erfolgreich. Seine Mutter will ihn noch immer nicht gewähren lassen. Doch schließlich will sie ihrem Sohn nicht im Wege stehen und da er großen Ehrgeiz und Hingabe zeigt, gibt sie schließlich nach und unterstützt ihn. So gründen sie mit Kanta und seinen Geschwistern ein eigenes Baseball-Team – auch zu Ehren des verstorbenen Vaters. Gemeinsam treten sie gegen andere Klubs an, bis sie schließlich in den landesweiten Schüler-Meisterschaften stehen und sie für ihren Vater gewinnen können.

## Produktion und Veröffentlichung
Die Serie mit 53 Folgen entstand unter der Regie von Hiroshi Sasagawa bei den Studios Tatsunoko Production und Topcraft. Die Idee dazu stammt von Tatsuo Yoshida. Das Charakterdesign entwarf Akiko Shimomoto und die künstlerische Leitung lag bei Tsuneo Ninomiya. Die Animationsarbeiten leitete Takashi Yoshihashi und daran beteiligt war auch Mamoru Oshii, der später als Regisseur berühmt wurde und dessen berufliches Debüt diese Serie darstellte. Als Produzent verantwortlich war Akira Inoue.
Die je 25 Minuten langen Folgen wurden vom 18. September 1977 bis zum 24. September 1978 von Fuji TV erstmals ausgestrahlt. Es folgten Fernsehausstrahlungen in Italien, Kolumbien und Polen. Alternative Titel aus diesen Veröffentlichungen sind Baseballista, Homerun Kanta, One-shot Kanta, One Hit Kanta, Kanta the Batsman, El Rey del Béisbol und Il Fichissimo del baseball.

### Synchronisation
| Rolle           | japanische Stimme (Seiyū) |
| --------------- | ------------------------- |
| Kanta Tobase    | Yoshiko Ōta               |
| Ichirō Tobase   | Chikako Akimoto           |
| Jirō Tobase     | Kaneto Shiozawa           |
| Fujita          | Katsuji Mori              |
| Shirō Tobase    | Kazue Komiya              |
| Itsuko Tobase   | Keiko Yokozawa            |
| Mutsuko Tobase  | Keiko Yokozawa            |
| Shōhei          | Kiiko Nozaki              |
| Takezaburō      | Kiiko Nozaki              |
| Hisashi         | Kōichi Hashimoto          |
| Kumiko Tobase   | Miyoko Asō                |
| Yokichi Tobase  | Reiko Suzuki              |
| Jūheiei Yakyū   | Tōru Ōhira                |
| Shichirō Tobase | Yō Inoue                  |
| Chiba           | Yūji Mitsuya              |

### Musik
Die Musik der Serie wurde komponiert von Akisuke Ichikawa, Koba Hayashi und Shōsuke Ichikawa. Der Vorspann wurde unterlegt mit dem Lied Yaru zo Ippatsu Yakyuudou und das Abspannlied ist Homers no Uta. Die Lieder wurden komponiert von Shōsuke Ichikawa, arrangiert von Hiroshi Tsutsui, getextet von Akira Ito sowie gesungen von Young Fresh und Koorogi '73. Nach dem Album zur Fernsehserie erschienen Stücke aus dem Soundtrack bis 2018 auf 12 weiteren Alben, die sich der Serie, Werken des Studios Tatsunoko Production oder Anime-Klassikern widmeten.